# Unione Sportiva Aurora Desio 1922
L'Unione Sportiva Aurora Desio, meglio nota come Aurora Desio o Desio, è una società calcistica italiana con sede nel comune di Desio, in provincia di Monza e della Brianza.
Milita in Seconda Categoria, ottava divisione del campionato italiano.

## Storia

### La seconda società sportiva desiana
È stata fondata nel marzo del 1922 da Mario Mariani, uno scolaro esterno al Collegio Pio XI, partecipa con le squadre di Don Corbella ai concorsi ginnici dei vari Collegi ed Istituti.
La squadretta dell'alunno Mariani si chiama «Aurora», un nome che ritiene degno per una società
sportiva, ed attorno alla quale si raggruppano alcuni coetanei.
I colori sociali vengono scelti in blu-arancio ed abbinati al bianco e rosso dello stemma della Città.
Il «Mario dell'Aurora», come sarà poi sempre chiamato, è un dirigente sportivo nato e sin dall'inizio la Società si dimostra, per riflesso, volitiva e piena di entusiasmo. Anche giovani di età più matura dei promotori vi aderiscono con animato fervore, aggiungendo così linfa al sodalizio che elegge la sua prima sede nel grande cortile della Cascina Santa Caterina.

### La famiglia si allarga
La vita sociale prende consistenza. I genitori aiutano i ragazzi nelle loro attività e al
sabato sera si danno tutti da fare, pulendo il grande cortile, tirando sotto i portici gli attrezzi agricoli per permettere, alla domenica, i giochi sportivi regolamentari ai quali non mancava la preventiva segnatura delle corsie e del campo con la calce.
Il «Gruppo Esploratori Everest», con a capo Luigi Caspani, che poi prenderà il nome di «Gruppo Grotte Desio», vi si inserisce diventando dell'Aurora la sezione alpinistica.
Poi si aggiunge al gruppo la Podistica: la Desio-Bovisio e ritorno, vinta dall'aurorino Giuseppe Arosio (Pepin di Giorg) il quale batte il suo rivale di contrada, Somaschini portacolori della Società Ginnastica Pro Lissone.

### Arriva il calcio
Intanto, sulla spinta dell'Aurora, altre giovani compagini calcistiche fioriscono in Desio: la Marina, la Veloce, la Dugana e altre; l'attività di queste si esplica compatibilmente con quella della società capostipite della città: lo Sport Club Desio. Questa gestisce il "Campo Sportivo Gavazzi-Targetti" sul quale dà vita a tornei di calcio per queste società giovani: lo scopo principale è quello di scoprire l'esistenza di qualche promessa da tesserare.

Per le due compagini calcistiche esiste tuttavia il problema del campo sportivo. Essendo stati vani tutti i tentativi dell'Aurora di poterlo fruire in coabitazione con il Desio, il campo di casa diventa, per un certo periodo di tempo, quello dell'Ospedale Mombello di Limbiate (fatto nel 1926), grazie ad una concessione speciale della Deputazione Provinciale di Milano. Ciò, ovviamente, desta risentimenti da parte dello «Sport Club», anche se non esiste intendimento alcuno di disconoscerne l'importante attività.
La società entra in una nuova fase. Con due squadre di calcio in attività, Mariani si inserisce anche nel ciclismo, organizzando varie classiche che riscuotono notevoli successi tanto da diventare l'attività principale dell'Aurora che crea campioni ciclistici a ripetizione e sempre in competizione con lo Sport Club Desio. Intanto nello Sport Club Desio esplode il tarlo del calcio e con il calcio i costi aumentano a dismisura mentre l'Aurora con suo modesto budget miete sempre notevoli consensi soprattutto in ambito ciclistico.

### La fusione, inizio e fine di tutto
Le Autorità fasciste a questo punto decidono la fusione delle due società (1928). L'Aurora nell'Unione Sportiva Desio va a curare le attività ricreative dopolavoristiche e cioè bocce, cicloturismo, escursionismo, sotto la Presidenza di Genesio Longhi. Questa attività, tutt'altro che disprezzabile, basta per salvare il nome della Società nella sua primitiva forma, e spirito. La fusione delle due società, nata in un clima di incertezza malgrado lo spirito veramente sportivo dei suoi dirigenti e cioè Pissavini, Arienti, Guglielmo Meda ed Ernesto Confalonieri, sembra ottima cosa fino a che è sorretta dai risultati sportivi. Venuti questi a mancare, per un complesso di ragioni, la società entra in crisi e tutto viene smantellato.

Raggiunta la Prima Divisione Nazionale nella stagione 1930-31, la squadra desiana scompare dalla geografia del calcio italiano più velocemente di come c'era arrivata. E con il calcio finisce qualsiasi altra attività sportiva, tanto che il campo sportivo viene venduto dal proprietario, la "Congregazione di Carità e Luoghi Pii" di Desio, alla Società Anonima Edoardo Bianchi per costruire una nuova fonderia nel 1937.

#### Ma l'Aurora risorge nel 1931
La fusione, in effetti è solo sulla carta, perché il nerbo dell'Aurora ha sempre continuato a funzionare con attività cosiddetta «dopolavoristica». Il Presidente in quel particolare momento era Luigi Genesio Longhi, esponente politico ma fortemente attaccato alla società, che aveva capito l'opportunità di non disperdere le giovani energie, mantenendo intatta la struttura organizzativa. Intanto il campo sportivo dello Sport Club Desio era sparito, ceduto nel giugno 1937 alla Società Anonima Edoardo Bianchi che doveva ampliare i propri spazi ad uso fonderia avendo già una sua succursale (Società Anonima Officine Metallurgiche) confinante con il campo sportivo, e per questo motivo il calcio a Desio latiterà per molti anni, anzi, per giocare si dovrà chiedere di essere ospitati a Nova o a Lissone o altrove per giocare i campionatini della Sezione Propaganda.
In campo ciclistico si dà vita al settore organizzativo, riprendendo la Coppa Vigorelli assurta a classica dei dilettanti, come gara di apertura stagionale. Si incrementa con società consorelle il campionato ciclistico della Brianza, che fu qualche anno prima vinto da Biassoni, che poi si ripete, e si rivelerà uno dei migliori dilettanti tanto da giungere alla soglia della maglia «azzurra» in vista delle olimpiadi del 1932. A Biassoni fanno corona altri ottimi elementi, in primo piano Gino Magni per finire con Pulici, Baj, Merlini, Penati, Colombo, Boneschi, Umberto Magni ed altri minori. Gino Magni, al suo passaggio alla categoria professionisti, risulterà il più giovane partente alla Milano-Sanremo. Nel podismo, si organizza un «Giro di Desio» di corsa e un «Doppio Giro di Desio» per marciatori.

#### Il Fascio Giovanile di Combattimento
Il Segretario Politico fascista raccoglie i resti dell'U.S. Desio e, utilizzando tutti i ragazzi di età inferiore ai 21 anni, iscrive al Comitato U.L.I.C. di Seregno la squadra del Fascio Giovanile di Combattimento di Desio. La squadra è compatta e, dopo aver giocato un buon campionato, vince il titolo Seregnese di Prima Categoria U.L.I.C. . La squadra non verrà schierata nuovamente alla stagione successiva né al campionato Seregnese né al campionato regionale lombardo F.I.G.C. 1932-1933.

### Ritorna il calcio
Sul finire del 1938 esplode il calcio, anche se Desio è sempre priva del campo sportivo. Rifioriscono le «squadrette» sotto i più svariati nomi, tutte all'insegna della clandestinità federale. Tipica quella della «Casbah della Bassa» che poi si trapianta con i suoi validi elementi nelle file dell'Aurora, per disputare il campionato della Sezione Propaganda. Si gioca sul campo di Nova Milanese a cui si arriva agevolmente grazie a un carrello elettrico tramviario acquisito dal presidente Attilio Lissoni e successivamente a Lissone gentilmente concesso dall'A.C. Lissone in occasione del "Torneo delle squadre minori" del 1943-1944 organizzato dal Direttorio 2ª Zona (Lombardia) utilizzando anche giocatori di altre squadre, di stanza a Desio per motivi militari.

### Il dopo guerra
Ed ecco dopo l'aprile 1945 che si iniziano le trattative con gli Amministratori insediatisi con la Liberazione per giungere almeno all'assegnazione di un terreno per il nuovo stadio. Va dato atto al Comune e all'Ente Comunale Assistenza, in particolare al suo presidente Geom. Bajetti, se con celerità il campo sportivo viene delimitato (pressappoco dove sorge l'attuale stadio). Con sacrifici notevoli da parte di tutti, si procede allo spianamento e livellamento del terreno e nel settembre dello stesso anno, l'Aurora è in grado di disputare il Campionato di 1ª Divisione Regionale.
Nel calcio si crea una impalcatura con un traguardo d'avvenire, reclutando cioè elementi giovani.
La strada si rivela infatti la migliore e nei giro di poche stagioni, giocatori cresciuti nel vivaio aurorino, trovano posto in squadre di categorie superiori. È questo il caso di Luigino Gerosa, Enrico Arienti ecc., i quali a prescindere da considerazioni di natura economica, costituiscono tuttora vanto per lo stendardo arancio-bleu.

### La mancata promozione in Serie D
Dopo alcuni felici campionati nella « Promozione » sembrano sorgere le premesse per il salto in « Serie D ». L'Amministrazione Comunale compie un notevole sforzo per l'assestamento dello stadio, portandolo sul piano dei migliori, non solo della zona. La squadra, vinto il titolo di campione lombardo della stagione 1959-1960, si guadagna il passaggio, dopo che per la scalata al titolo italiano assoluto della categoria è bloccata a Trieste, dalla Ponziana. La incognita maggiore è, però data dal pubblico.
I dati statistici relativi agli incassi degli ultimi campionati con la squadra sempre nelle prime posizioni per la conquista del primato nel girone, non inducono ad una positiva tranquillità. Occorre un concorso esterno, sicuro e di una certa consistenza. Ma sondaggi e trattative non approdano ad alcun risultato pratico e tutto si limita a vaghe promesse per il futuro. In questa atmosfera, i dirigenti di allora ripiegano sulla rinuncia al passaggio in categoria superiore. Chi è alla guida dell'Aurora ricorda bene ciò che anni addietro era toccato allo Sport Club Desio, naufragato per avere troppo spinto in rapporto alla rispondenza dei pubblico pagante e per fiducia in un mecenatismo fantasma.

### L'abbinamento Aurora - Brollo
È il 1963: ai primi approcci con la Ditta Brollo, che da poco aveva costruito in Desio un suo stabilimento e che aveva preannunciato nei programmi futuri propositi di collaborazione per il potenziamento delle attività sportive locali, si arriva ad un accordo. II titolare comm. Giuseppe Brollo esamina a fondo il problema e presto si giunge all'abbinamento con la nuova denominazione «Unione Sportiva Aurora - Brollo - Desio». Dopo un euforico inizio, improntato anche a progetti superiori alle stesse previsioni, si perviene ad un rinnovamento e ampliamento del consiglio direttivo, con immissione di giovani energie. La situazione viene esaminata nella sua realtà e un immediato contributo della Brollo permette di affrontare subito e risolvere i più urgenti problemi economici. La garanzia da parte della nuova azienda desiana circa il costante aiuto finanziario, dà inizio a quella tanto sperata fase di risollevamento morale, sportivo ed economico dell'Aurora. È alla squadra di calcio che si pongono le prime cure, con l'innesto di validi elementi. L'abbinamento con la Brollo dura fino alla promozione in Serie D a fine campionato 1976-1977 quando cambia denomincazione in Aurora S.C. Desio.

### Gli anni 1990 e 2000
Nel 1995 rinuncia a partecipare al campionato di Promozione cedendo il titolo sportivo e riparte dalla Terza Categoria affiliandosi alla FIGC con denominazione Nuova Aurora Desio.
Nella stagione 1996-1997 si classifica 1ª nel girone B della Terza Categoria under pura lombarda venendo promossa in Seconda Categoria Lombardia. Rimane in questa categoria fino alla stagione 2001-2002 quando retrocede in Terza Categoria e cambia denominazione in U.S. Aurora Desio 1922.
La stagione successiva torna in Seconda Categoria fino al 2005 quando si classifica 2ª nel girone J della Seconda Categoria Lombardia e ai play-off supera il Cederna di Monza 1-0 fuori e 2-2 in casa e pareggiando con l'Atletico Seregno 1-1 fuori e 1-1 in casa venendo promossa in Prima Categoria Lombardia.

### Gli anni 2020
Nel 2021 la società decide di non iscrivere la prima squadra al campionato di Terza Categoria e di dedicarsi al Settore Giovanile.A partire dalla stagione 2022-23 la prima squadra viene iscritta in Terza Categoria, al termine di un buon campionato la squadra si qualifica per i playoff promozione venendo eliminata in semifinale. 
Nonostante ciò l'Aurora Desio viene ripescata in Seconda Categoria e dalla stagione 2023-24 partecipa al girone S di Monza Brianza. Dopo un buon avvio di stagione, verso la metà di gennaio, gli arancio blu (abbinando le vittorie alle buone prestazioni) si piazzano momentaneamente in zona playoff. La stagione dell'Aurora termina con un 4º posto finale e una finale play-off persa contro Limbiate per 3 a 0.

## Cronistoria Aurora
- 2023-24 - 4º nel girone S di Seconda Categoria Monza Brianza. Perde 3 a 0 la finale playoff contro Limbiate.

## Onorificenze
- Stella d'argento al Merito sportivo del C.O.N.I. per l'anno 1974[7]

## Presidenti
- 1922-1928 Mario Mariani
- 1929-1933 Luigi Genesio Longhi
- 1934-1937 Italo Scalfi
- 1934-1939 Renato Targetti
- 1939-1951 Attilio Lissoni
- 1952-1962 Fortunato Mazzoleni
- 1963-1968 Giuliandrea Meroni
- 1968-1970 Giuseppe Brenzone
- 1970-1981 Anselmo Citterio
- 1981-oggi Salvatore Rino Monguzzi (30 anni di Presidenza ininterrotti)

## Giocatori celebri
In questa sezione segnaliamo i giocatori più importanti che hanno militato nello S.C. Desio e nell'Aurora Desio:
- Felice Arienti (centravanti, Desio 24.01.1917 - Desio 10.04.2001) (S.C. Desio, A.C. Monza 1933-1934, A.S.C. Seregno poi S.C. Desio).
- Roberto Dorini (difensore, 27.04.1946) (Seregno, Solbiatese, Aurora Desio, Matera, Catanzaro e Lentatese).
- Raffaele Colloca (ala, 23.08.1955) (Aurora Desio fino 1980-1981 e A.C. Renate a fine carriera 1988-1989).

## Palmarès

### Competizioni regionali
- Promozione: 1

1975-1976 (girone A)
- Prima Categoria: 3

1959-1960 (girone B), 1964-1965 (girone B), 1990-1991 (girone O)

### Competizioni provinciali
- Terza Categoria: 2

1996-1997 (girone B), 2002-2003 (girone A)

## Fonti non ufficiali
L'elenco dei giocatori tesserati per la prima squadra negli anni 1999 e 2000 si trova su informacalcio.it
(dati forniti dalla FIGC quando informacalcio.it funzionava da serbatoio dati per il sito ufficiale www.lnd-crl.it, sito ora soppresso per ordine della Lega Nazionale Dilettanti).